# Parecoxib
Parecoxibul este un prodrug al valdecoxibului, fiind ca și acesta un inhibitor din clasa AINS, a coxibilor, cu o potență analgezică de circa 20 ori mai mare decît a ketorolacului. Se administrează numai pe cale injectabilă.
În studiile efectuate parecoxibul, la concentrații de 20 40 mg, a demonstrat efecte analgezice mai puternice versus placebo sau morfina 4 mg și similară cu 300 mg ketorolac administrat intravenos. Parecoxibul administrat a determinat eroziuni gastrointestinale mai pronunțate comparativ cu ketorolac.
Contraindicații: bronhospasm in antecedente, polipoză nazală, hipersensibilitate, insuficiență hepatică severă, insuficiență cardiacă congestivă, ulcer gastro-duodenal, sarcină.
Efecte adverse: edeme periferice, tulburări ale tensiunii arteriale, dispepsie, flatulență, agitație, insomnie, faringită, prurit.